# Xã Ayers, Quận Champaign, Illinois
Xã Ayers (tiếng Anh: Ayers Township) là một xã thuộc quận Champaign, tiểu bang Illinois, Hoa Kỳ. Năm 2010, dân số của xã này là 453 người.